# 6e cérémonie des Grammy Awards
La 6e cérémonie annuelle des Grammy Awards a eu lieu le 12 mai 1964.

## Palmarès
| Prix                                                                                                   | Artiste                            | Titre                                             |
| --- | ---------------------------------- | ------------------------------------------------- |
| Enregistrement de l'année                                                                              | Henry Mancini                      | Days of Wine and Roses                            |
| Album de l'année                                                                                       | Barbra Streisand                   | The Barbra Streisand Album                        |
| Album Of The Year - Classical                                                                          | Benjamin Britten                   | Britten: War Requiem                              |
| Chanson de l'année                                                                                     | Henry Mancini                      | Days of Wine and Roses                            |
| Best Instrumental Theme                                                                                |                                    | More - Theme From Mondo Cane                      |
| Best Vocal Performance, Female                                                                         | Barbra Streisand                   | The Barbra Streisand Album                        |
| Best Vocal Performance, Male                                                                           | Jack Jones                         | Wives And Lovers                                  |
| Best Instrumental Jazz Performance - Soloist Or Small Group                                            | Bill Evans                         | Conversations With Myself                         |
| Best Instrumental Jazz Performance - Large Group                                                       | Woody Herman                       | Encore: Woody Herman, 1963                        |
| Best Original Jazz Composition                                                                         |                                    | Gravy Waltz                                       |
| Best Performance By An Orchestra - For Dancing                                                         | Count Basie                        | This Time By Basie! Hits Of The 50's And 60's     |
| Best Performance By An Orchestra Or Instrumentalist With Orchestra - Primarily Not Jazz Or For Dancing | Al Hirt                            | Java                                              |
| Best Instrumental Arrangement                                                                          |                                    | I Can't Stop Loving You                           |
| Best Background Arrangement (Behind vocalist or instrumentalist)                                       | Henry Mancini                      | Days Of Wine And Roses                            |
| Best Performance By A Vocal Group                                                                      | Peter, Paul and Mary               | Blowin' In The Wind                               |
| Best Performance By A Chorus                                                                           |                                    | Bach's Greatest Hits                              |
| Best Original Score From A Motion Picture Or Television Show                                           | John Addison                       | Tom Jones                                         |
| Best Score From An Original Cast Show Album                                                            |                                    | She Loves Me                                      |
| Best Classical Performance - Orchestra                                                                 | Orchestre symphonique de Boston    | Bartók: Concerto For Orchestra                    |
| Best Classical Performance - Chamber Music                                                             | Julian Bream                       | Evening of Elizabethan Music                      |
| Best Classical Performance - Instrumental Soloist Or Soloists (With Orchestra)                         |                                    | Tchaikovsky: Piano Concerto No. 1 In B Flat Minor |
| Best Classical Performance - Instrumental Soloist Or Duo (Without Orchestra)                           | Vladimir Horowitz                  | The Sound Of Horowitz                             |
| Best Opera Recording                                                                                   |                                    | Puccini: Madama Butterfly                         |
| Best Classical Performance - Choral (Other Than Opera)                                                 |                                    | Britten: War Requiem                              |
| Best Classical Performance - Vocal Soloist (With Or Without Orchestra)                                 | RCA Orchestra                      | Great Scenes From Gershwin's Porgy And Bess       |
| Best Classical Composition By A Contemporary Composer                                                  |                                    | Britten: War Requiem                              |
| Best Engineered Recording - Classical                                                                  |                                    | Puccini: Madama Butterfly                         |
| Best Album Cover - Classical                                                                           |                                    | Puccini: Madama Butterfly                         |
| Most Promising New Classical Recording Artist                                                          |                                    |                                                   |
| Best Comedy Performance                                                                                | Allan Sherman                      | Hello Mudduh, Hello Faddah                        |
| Best Documentary, Spoken Word Or Drama Recording (Other Than Comedy)                                   |                                    | Who's Afraid Of Virginia Woolf?                   |
| Best Engineered Recording - Other Than Classical                                                       |                                    | Charade                                           |
| Best Engineered Recording - Special Or Novel Effects                                                   |                                    | The Civil War, Vol. II                            |
| Best Album Cover - Other Than Classical                                                                |                                    | The Barbra Streisand Album                        |
| Best Album Notes                                                                                       |                                    | The Ellington Era                                 |
| Best Recording For Children                                                                            | Leonard Bernstein                  | Bernstein Conducts For Young People               |
| Best Rock & Roll Recording                                                                             | April Stevens et Nino Tempo        | Deep Purple                                       |
| Best Country & Western Recording                                                                       | Bobby Bare                         | Detroit City                                      |
| Best Rhythm & Blues Recording                                                                          | Ray Charles                        | Busted                                            |
| Best Folk Recording                                                                                    | Peter, Paul and Mary               | Blowin' In The Wind                               |
| Best Gospel Or Other Religious Recording (Musical)                                                     | Sœur Sourire                       | Dominique                                         |
| Best New Artist Of 1963                                                                                | Ward Swingle (The Swingle Singers) | Ward Swingle (The Swingle Singers)                |